# Zbigniew Libera (artysta)

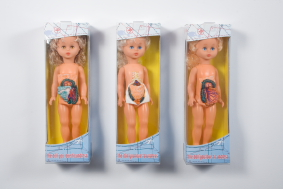
The doll you love to undress, Zachęta, Warszawa

Zbigniew Stanisław Libera (ur. 7 lipca 1959 w Pabianicach) – polski artysta, autor instalacji i wideoinstalacji, fotografik i performer, twórca obiektów artystycznych. 

## Życiorys
Wychowywała go matka, pielęgniarka. Szkołę podstawową ukończył w Pabianicach. Przez krótki okres był uczniem II Liceum Ogólnokształcącego, ale maturę zdał w jednym z łódzkich liceów.
Od 1979 studiował na Wydziale Pedagogiki Uniwersytetu Mikołaja Kopernika w Toruniu. Studia te przerwał po roku i związał się ze środowiskiem łódzkiego „Strychu”. Na początku lat 80. podjął współpracę z Niezależnym Samorządnym Związkiem Zawodowym „Solidarność”, dla którego drukował ulotki, a w 1981, po wprowadzeniu stanu wojennego, także ulotki i plakaty przeciwko pacyfikacji strajku w kopalni „Wujek”.
Jego pierwsza wystawa ukazała się wiosną 1982 na „Strychu”. W sierpniu po przeszukaniu jego mieszkania, artysta został aresztowany przez Służbę Bezpieczeństwa i oskarżony o drukowanie prasy podziemnej. Stanął przed sądem wojskowym w Łodzi. W więzieniach (w Łodzi i Hrubieszowie) przesiedział półtora roku. Okresowi temu przypisuje się decydujące znaczenie dla kształtowania osobowości twórczej Libery. Po wyjściu z więzienia (amnestia) Zbigniew Libera podjął współpracę z łódzką Kulturą Zrzuty, współtworzył czasopismo „Tango”. Istotny wpływ na rozwój języka artystycznego Libery mieli Zofia Kulik (dla której w latach 80. pracował jako model), Jan Świdziński, Anastazy Wiśniewski oraz Andrzej Partum.
Od 1991 prowadził wspólnie z artystką malarką Mariolą Przyjemską artystką, partnerką i żoną (ślub 1992)), i Tomaszem Kurzycą legendarny artystyczny klub „Aurora” na warszawskim Powiślu – jedno z najważniejszych miejsc życia artystycznego w Polsce na początku XXI wieku.
W roku akademickim 2008/2009 prowadził gościnnie w Akademii Sztuk Pięknych w Pradze swoją pracownię. Współpracuje z Galerią Raster.
W 2022 tygodnik „Polityka” uznał jego pracę Lego, obóz koncentracyjny za jedno z dziesięciu najważniejszych dzieł sztuki ostatniego trzydziestolecia.
Prace jego wystawiane były w wielu galeriach krajowych i zagranicznych.
	W 2023 został odznaczony Krzyżem Wolności i Solidarności oraz Krzyżem Oficerskim Orderu Odrodzenia Polski.

## Twórczość
Zbigniew Libera jest uznawany za prekursora sztuki krytycznej, tzw. sztuki ciała oraz estetyki queer, którą wprowadził pod koniec lat 80. w swoich fotograficznych autoportretach. W swoich pracach analizuje i krytykuje przyjęte konwencje, kulturę (masową), tradycyjne modele wychowania. Bada relacje między sposobem wychowywania dzieci a ogólnie przyjętym postrzeganiem cielesności, m.in. tworząc makabryczne „zabawki”. Porusza kwestie manipulowania obrazami przez popularne media. Głównym celem jego twórczości pozostaje jednak własne doświadczenie – konfrontacja z rzeczywistością.
- Jedną z jego bardziej znanych prac jest projekt Lego. Obóz koncentracyjny, który stworzył w 1996. Inne projekty artysty[12]:
- Co robi łączniczka?, 2005 – książka, której współautorem jest Darek Foks, dotyczy wydarzeń powstania warszawskiego, jednak jej celem nie jest opowiadanie historii. Artystów interesuje, w jaki sposób dzieje historyczne funkcjonują w pamięci zbiorowej, jak są odtwarzane przez współczesne media, jakim rodzajom fabularyzacji ulegają i jakie stereotypy przyjmują. Do książki zostały dołączone fotokolaże, w których gwiazdy kina przełomu lat 50. i 60. zostają przedstawione na tle zniszczeń wojennych. Jest to kolejna próba ukazania traumatycznego przeżycia w sztucznej, pozytywnej scenerii.
- Pozytywy, 2002–2003 – cykl fotografii, trawestujący obrazy z gazetowych reportaży, ukazujące wydarzenia „traumatyczne”, m.in. wojnę, obóz koncentracyjny, trupy żołnierzy. Działanie artysty ma charakter eksperymentu psychoterapeutycznego, szuka metody, jak poradzić sobie z traumatycznymi przeżyciami.
- Mistrzowie, 2003 – cykl powstały jako protest artysty, ze względu na odmowę pokazania jednej z prac Libery, Lego-obóz koncentracyjny, na weneckim Biennale w 1997 roku. Kurator wystawy polskiej, Jan Stanisław Wojciechowski, uznał, że praca doprowadzi do międzynarodowego skandalu oraz wpłynie negatywnie na stosunki polsko-żydowskie, za co Libera zdecydował nie ukazywać jakichkolwiek swoich prac na Biennale. W „Mistrzach” działanie artysty polegało na publikacji w prasie sfałszowanych, obszernych artykułów, prezentujących twórczości wybranych przez Liberę osób, którzy dotąd byli negowani przez oficjalną historię sztuki polskiej. W dokonanym wyborze znaleźli się Andrzej Partum, Jan Świdziński, Leszek Przyjemski, Anastazy Wiśniewski i Zofia Kulik.
- Teofilów 90, 1990
- Urządzenia korekcyjne, 1989 – seria przedmiotów-dzieł sztuki, które naigrawają się z nowych towarów „zachodnich”, służących nadmiernej estetyzacji ciała, a które wchodziły na polski rynek po upadku komunizmu. Tak powstały m.in. „Możesz ogolić dzidziusia” jako forma super zabawki-lalki, której można ogolić owłosione nogi oraz „Universal Penis Expander”, urządzenie w formie sprzętu siłowego wraz z akcesoriami, służące do wydłużania penisa. Urządzenia korekcyjne przyniosły Liberze uznanie i przyczyniły się do zaproszenia artysty na wenecki Biennale w 1997 roku, w którym uczestnictwa odmówił[potrzebny przypis].
- Kultura zrzuty w Teofilowie 1987 roku
- Jak tresuje się dziewczynki, 1987 – film, ukazujący czteroletnią dziewczynkę, która jest uczona przez starszą kobietę, jak się malować, jak podobać się płci przeciwnej. Film porusza temat autokreacji, przyjmowania narzuconych przez społeczeństwo ról. Film stał się popularny w drugiej połowie lat 90. po wystąpieniu amerykańskich feministek[13].
- Obrzędy intymne, 1984 – film, w którym Libera ukazuje siebie, jak opiekuje się własną babcią, Reginą G., będącą już schorowaną osobą, niemającą kontaktu z otaczającą rzeczywistością. Artysta podejmuje problem uprzedmiotowienia ciała, przekracza granice intymności, wzbudzając stan zażenowania u widza, ale także jest to próba afirmacji rzeczywistości, starości i śmierci.
- STOS ZDJĘĆ, 2023 - Wydawnictwo Muzeum Sztuki Nowoczesnej w Warszawie, przy współpracy z Fundacją Nowych Działań, przy wsparciu Miasta stołecznego Warszawy.

## Nagrody
- 2006 – Nagroda TVP Kultura za książkę Co robi łączniczka (współautor Darek Foks)
- 2011 – Nagroda Filmowa Polskiego Instytutu Sztuki Filmowej i Muzeum Sztuki Nowoczesnej w Warszawie
- 2013 – Gwarancja Kultury 2013 w kategorii Sztuki Wizualne za projekt Kurator: Libera

## Dzieła artysty w zbiorach

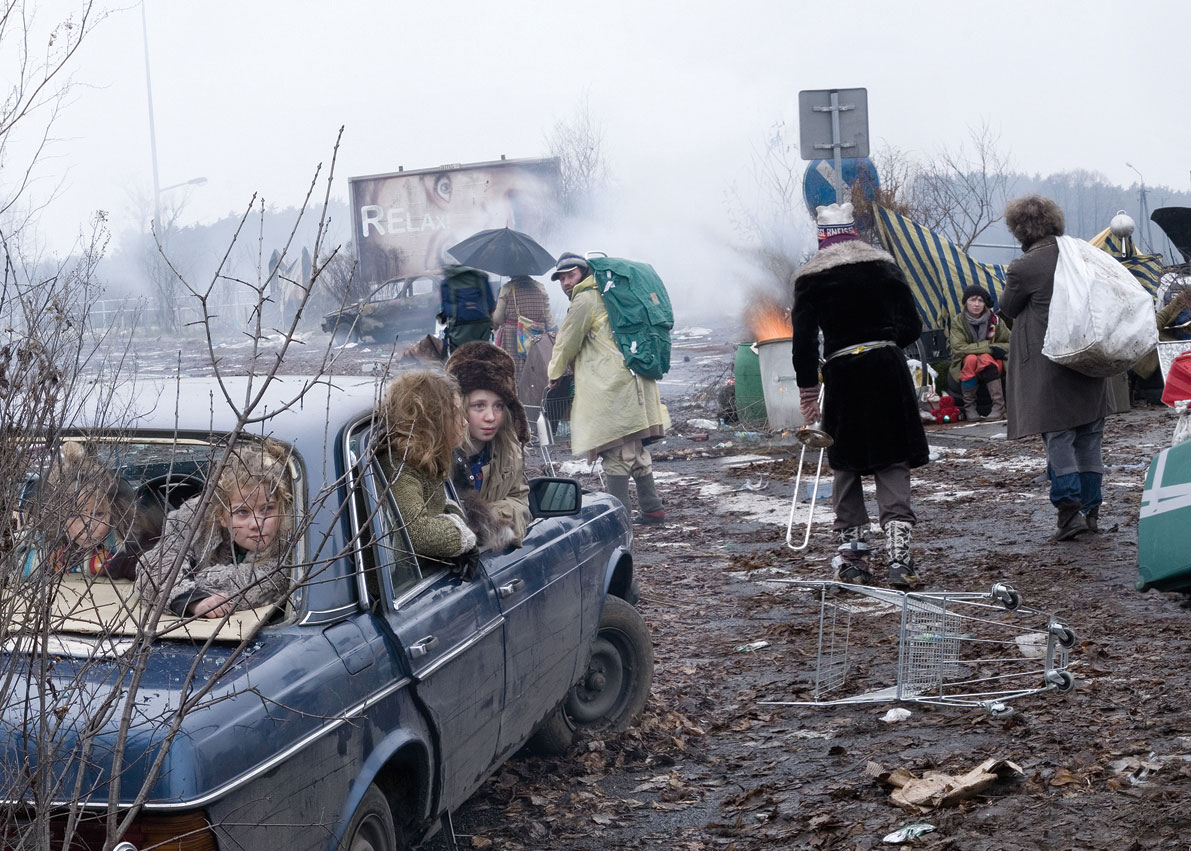
Wyjście ludzi z miast, 2010. Kolekcja Muzeum Sztuki Nowoczesnej w Warszawie

Dzieła Zbigniewa Libery znajdują się w zbiorach następujących muzeów i galerii:
- CSW Zamek Ujazdowski w Warszawie
- Narodowa Galeria Sztuki „Zachęta” w Warszawie
- Muzeum Okręgowe im. Leona Wyczółkowskiego w Bydgoszczy
- Muzeum Sztuki w Łodzi
- Muzeum Sztuki Nowoczesnej w Warszawie
- Galeria Bielska BWA w Bielsku-Białej
- Galeria Sztuki Współczesnej BWA w Katowicach
- Jewish Museum w Nowym Jorku
- Haus der Geschichte w Bonn